# نیکیتا استانسکو
نیکیتا استانسکو (انگلیسی: Nichita Hristea Stănescu؛ ۳۱ مارس ۱۹۳۳ – ۱۳ دسامبر ۱۹۸۳) یک شاعر و نویسندهٔ اهل رومانی بود.

## زندگی‌نامه
استانسکو در ۳۱ مارس ۱۹۳۳ در پلویشت به دنیا آمد. مادرش روس و پدرش دهقانی رومانیایی بود. در دانشگاه بخارست در رشته زبان‌شناسی تحصیل نمود و در سال ۱۹۵۷ تحصیلاتش را به پایان رسانید و در "مجلهٔ تریبونا" مشغول به کار شد.
در سال ۱۹۵۲ با Magdalena Petrescu ازدواج کرد و بعد از یک‌سال از همسرش جدا شد و در سال ۱۹۶۲ با Doina Ciurea ازدواج کرد و این ازدواج هم با شکست روبرو شد و در سال ۱۹۸۲ دو ماه پیش از مرگش برای سومین‌بار با Todoriţa "Dora" Tărâță ازدواج کرد.
در مدت حیاتش جوایز را دریافت نمود: در سال ۱۹۷۵ برنده جایزهٔ هردر شد و در سال ۱۹۸۰ کاندیدای جایزه نوبل ادبی شد.
نیکیتا استانسکو را پدر شعر دههٔ شصت و یکی از مهمترین شاخصه‌های شعر پس از جنگ اروپا می‌دانند. او ازمهم‌ترین پایه‌گذاران شعر پست‌مدرن اروپایی محسوب می‌شود.